# Copiii verzi din Woolpit

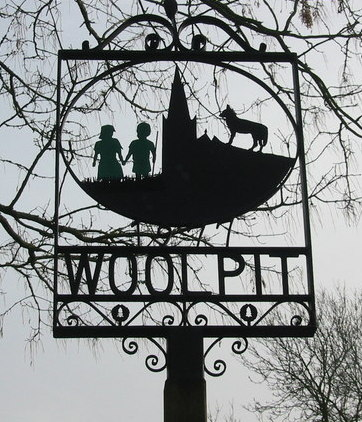
Semnul satului care reprezintă cei doi copii verzi din Woolpit, ridicat în 1977

Legenda copiilor verzi din Woolpit se referă la apariția a doi copii cu o culoare neobișnuită a pielii în satul Woolpit din Suffolk, Anglia, în secolul al XII-lea, posibil în timpul domniei regelui Ștefan al Angliei (r. 1135–1154). Cei doi copii, un băiat și o fată, aveau un aspect fizic normal, cu excepția pielii lor verzi. Vorbeau o limbă necunoscută și mâncau inițial doar fasole verde crudă. După un timp, au început să accepte și alte alimente, iar culoarea lor verde a dispărut treptat. Totuși, băiatul, care era mai fragil, a murit la scurt timp după ce a fost botezat. Fata a supraviețuit și s-a adaptat vieții în Woolpit, dar a fost descrisă ca fiind „obraznică și desfrânată”. După ce a învățat să vorbească engleza, ea a explicat că venea, împreună cu fratele ei, dintr-o țară unde soarele nu răsărea niciodată, iar lumina era mereu ca la amurg. Potrivit unei versiuni a poveștii, ea a afirmat că totul în acea țară era verde; o altă versiune menționează că țara se numea „Țara Sfântului Martin”.
Relatările despre acest incident provin din două surse aproape contemporane: Historia rerum Anglicarum scrisă de William de Newburgh⁠(d) în jurul anului 1189, și Chronicum Anglicanum scrisă de Ralph de Coggeshall în jurul anului 1220. După aceste relatări inițiale, povestea copiilor verzi a dispărut aproape complet din scrieri, cu doar câteva mențiuni trecătoare, cum ar fi în Britannia lui William Camden⁠(d) lui William Camden din 1586 și în două lucrări de la începutul secolului al XVII-lea: The Anatomy of Melancholy de Robert Burton⁠(d) și The Man in the Moone de episcopul Francis Godwin. Explicațiile poveștii copiilor verzi variază. Unele teorii sugerează că este vorba de un folclor despre o întâlnire imaginară cu locuitori ai unei alte lumi, poate subterane sau chiar extraterestre. Alte teorii susțin că povestea ar putea reflecta un eveniment real, dar prezentat într-o formă distorsionată. Povestea a fost apreciată ca o fantezie ideală de poetul și criticul britanic Herbert Read⁠(d), în cartea sa English Prose Style, publicată pentru prima dată în 1928, și a inspirat singurul său roman, The Green Child, publicat în 1935.

## Poveste
În timpul secerișului, într-o zi din domnia regelui Ștefan al Angliei (r. 1135–1154), sătenii din Woolpit au descoperit doi copii, un frate și o soră, lângă una dintre gropile pentru prinderea lupilor, care au dat numele satului. Pielea lor era verde, vorbeau o limbă necunoscută și purtau haine ciudate. Conform cronicilor lui Ralph de Coggeshall, cei doi copii au fost duși la casa lui Richard de Calne. Atât Ralph, cât și William de Newburgh sunt de acord că, la început, copiii au refuzat să mănânce timp de mai multe zile, până când au găsit fasole verde crudă, pe care au mâncat-o cu poftă. Treptat, au început să accepte și alte alimente, iar culoarea verde a pielii lor s-a estompat treptat. În cele din urmă, copiii au fost botezați, dar băiatul, care părea mai fragil și mai tânăr, a murit înainte sau imediat după botez.
După ce au învățat engleza, copiii—deși, conform lui Ralph, doar fata a supraviețuit—au povestit că proveneau dintr-o țară unde soarele nu răsărea niciodată, iar lumina era mereu asemănătoare amurgului. William afirmă că fata a numit locul lor de origine Țara Sfântului Martin, în timp ce Ralph adaugă că toate lucrurile din acea țară erau verzi. Conform lui William, copiii nu au putut explica în mod clar cum au ajuns în Woolpit. Ei povesteau că pășteau vitele tatălui lor când au auzit un zgomot puternic (pe care William îl compară cu sunetul clopotelor de la Mănăstirea Bury St Edmunds) și s-au trezit brusc lângă groapa pentru lupi, unde au fost descoperiți de săteni. Ralph susține că s-au rătăcit urmărind vitele într-o peșteră și, ghidați de sunetul clopotelor, au ieșit la suprafață în lumea noastră.
Conform lui Ralph, fata a trăit mulți ani ca servitoare în casa lui Richard de Calne, dar a fost considerată „foarte desfrânată și obraznică”. William notează că ea s-a căsătorit mai târziu cu un bărbat din King's Lynn, la aproximativ 64 km de Woolpit, și că era încă în viață cu puțin timp înainte ca el să scrie povestea. Astronomul și scriitorul Duncan Lunan⁠(d) a emis ipoteza că fata s-ar fi numit „Agnes” și că s-ar fi căsătorit cu un oficial regal numit Richard Barre⁠(d), bazându-se pe cercetările sale asupra familiei lui Richard de Calne.

## Explicații
Nici Ralph de Coggeshall, nici William de Newburgh nu oferă o explicație clară pentru acest eveniment „ciudat și prodigios”, așa cum îl descrie William. Unii istorici moderni sunt la fel de reticenți. De exemplu, Nancy Partner, autoarea unui studiu despre istoriografia secolului al XII-lea, consideră că încercarea de a găsi explicații naturale sau psihologice pentru acest eveniment „este inutilă pentru înțelegerea lui William de Newburgh sau a Evului Mediu”. Totuși, mai multe interpretări au fost propuse de-a lungul timpului, încercând să ofere explicații pentru misterul copiilor verzi. Două abordări au dominat aceste interpretări. Prima sugerează că povestea face parte din folclor, și descrie o întâlnire imaginară cu locuitorii unei lumi de basm sau unei alte dimensiuni. În unele versiuni, acești locuitori ar putea fi chiar extratereștri, iar copiii verzi sunt considerați ființe venite de pe alte planete. A doua abordare presupune că povestea este o „relatare distorsionată” a unui eveniment real, ar natura exactă a acestui eveniment rămâne neclară. Nu se știe cu certitudine dacă povestea reflectă amintirile copiilor sau este o invenție a adulților. Istoricul Charles Oman a sugerat că în spatele acestei povești s-ar putea ascunde un „mister”, poate legat de drogare sau răpire. Pe de altă parte, medievistul Jeffrey Jerome Cohen a propus o interpretare diferită, sugerând că povestea reflectă indirect tensiunile rasiale dintre englezi și britanii nativi, care trăiau în zone marginale ale societății medievale.

### Folclor
Cercetătorii din secolul XX, precum Charles Oman, au observat că un element central al poveștii—intrarea într-o altă realitate printr-o peșteră—este comun în folclor. De exemplu, istoricul medieval Gerald din Wales relatează o poveste similară despre un băiat care „a întâlnit doi pigmei care l-au condus printr-un pasaj subteran într-o țară frumoasă, cu câmpuri și râuri, dar care nu era luminată de soare”. Totuși, motivul specific legat de copiii cu pielea verde este rar întâlnit în folclor. E. W. Baughman clasifică povestea drept singurul exemplu al motivului F103.1 în tradiția folclorică engleză și nord-americană: „Locuitorii lumii de jos vizitează muritorii și rămân cu ei”. Michał Madej a susținut că povestea copiilor verzi se încadrează în tradiția populară a teritoriilor Angliei și Țării Galilor, care explorează ideea trecerii într-o altă lume printr-o peșteră.
Martin Walsh identifică povestea copiilor verzi ca fiind o „relatare distorsionată a unui ritual arhaic de seceriș”. El consideră că referințele la Sfântul Martin sunt semnificative și sugerează că povestea reflectă un substrat aborigen englez, unde sărbătoarea Zilei Sfântului Martin ar avea rădăcini în tradiții precreștine, iar copiii ar reprezenta „cel mai adânc strat” al acestor tradiții. Cu toate acestea, John Clark pune la îndoială această teorie, argumentând că nu există dovezi care să asocieze Sfântul Martin cu o „altă lume” sau că povestea copiilor ar avea legături cu un „ritual arhaic de seceriș”. Madej, pe de altă parte, sugerează că Țara Sfântului Martin menționată în poveste ar putea fi legată direct de sfânt, reflectând o teorie avansată anterior de Anne Witte, care a sugerat că Sfântul Martin ar putea fi asociat cu lumea de Dincolo. În folclorul medieval, Sfântul Martin a fost frecvent legat de simboluri ale morții, cum ar fi imaginea sa călare pe un cal—un psihopomp, un conducător al sufletelor morților, comun în acea perioadă—și purtând un baston ce simboliza învierea. Madej sugerează că cei doi copii ar putea reprezenta simultan viața și moartea, un simbol similar cu alte povestiri contemporane, precum cea despre Cavalerul Verde. Schimbarea culorii pielii copiilor ar putea semnifica trecerea de la moarte la viață, o „revigorare” ce are loc după sosirea lor în lumea de deasupra.
Un alt aspect remarcabil al poveștii este consumul de fasole, care a atras atenția cercetătorilor de folclor. K. M. Briggs a remarcat că fasolea, hrana preferată a copiilor, era văzută în unele tradiții drept „hrana morților”. Ea menționează această legătură în lucrarea sa din 1967, The Fairies in English Tradition and Literature. Totuși, John Clark contestă această asociere, argumentând că „identificarea fasolei ca hrana morților” nu este justificată în mod clar. Madej susține că nu doar fasolea verde a fost simbol al morții și corupției din antichitate, dar a fost asociată și cu fenomene opuse, precum renașterea și fertilitatea. Această dualitate ar putea explica preferința copiilor pentru acest aliment și ar putea simboliza legătura dintre moarte și renaștere.

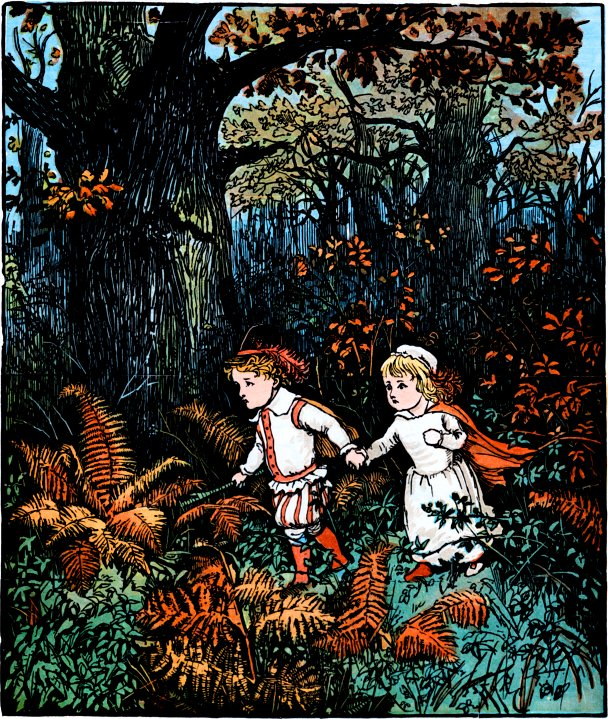
Ilustrație cu „abandoned Babes in the Wood” de, 1879

O versiune modernă a poveștii asociază copiii verzi cu legenda „Babes in the Wood” (Copiii din Pădure). Deși există mai multe variante ale acestei povești, un motiv comun este că acești copii sunt abandonați în pădure—adesea identificată ca fiind Wayland Wood⁠(d) sau Pădurea Thetford—unde mor din cauza otrăvirii cu arsenic, administrată de unchiul lor răuvoitor. Această otrăvire ar fi dus la o nuanță verzuie a pielii lor. După ce au scăpat din pădure, copiii ar fi ajuns în Woolpit, unde au fost descoperiți în apropierea gropilor pentru lupi. Acest fir narativ modern este menționat de autorul și cântărețul popular Bob Roberts, care scrie în cartea sa din 1978, A Slice of Suffolk: „Mi s-a spus că încă există oameni în Woolpit care sunt 'descendenți ai copiilor verzi', dar nimeni nu mi-ar spune cine sunt!”.
Unii comentatori au sugerat că acești copii ar fi putut fi fie extratereștri, fie locuitori ai unei lumi subterane. De exemplu, Robert Burton, în lucrarea sa The Anatomy of Melancholy⁠(d) (1621), a sugerat că acești copii „au căzut din cer”, o idee preluată ulterior de Francis Godwin, istoric și episcop de Hereford, în ficțiunea speculativă The Man in the Moone, publicată postum în 1638. Această lucrare era bazată pe relatarea lui William de Newburgh despre copiii verzi.

### Explicații istorice
În 1998, Paul Harris a propus o explicație „pragmatică” pentru povestea copiilor verzi, plasând-o în contextul secolului al XII-lea. El a sugerat că aceștia ar fi fost copii ai imigranților flamanzi, care au ajuns în estul Angliei în acea perioadă. Harris argumentează că acești copii ar fi putut fi refugiați flamanzi, victime ale persecuțiilor care au avut loc după ce Henric al II-lea al Angliei a devenit rege în 1154. Conform teoriei sale, „Țara Sfântului Martin”, de unde copiii spuneau că provin, ar fi putut fi satul Fornham St Martin⁠(d), situat în apropiere de Bury St Edmunds. În plus, Harris face legătura cu Bătălia de la Fornham din 1173, în care mercenarii flamanzi care luptau de partea rebelilor au fost masacrați. Harris sugerează că acești copii ar fi fost descendenți ai coloniștilor flamanzi, iar culoarea verde a pielii lor ar putea fi explicată prin anemia hipocromă (cloroză sau „boala verde”), cauzată de o deficiență alimentară.
Istoricul John Clark a semnalat probleme în utilizarea dovezilor de către Harris, exprimând scepticism față de identificarea copiilor ca flamanzi și față de explicația clorozei pentru pigmentația pielii lor. Brian Haughton descrie ipoteza lui Harris ca fiind „cea mai acceptată explicație în prezent”, recunoscând că aceasta oferă răspunsuri plauzibile pentru multe dintre misterele poveștii. Cu toate acestea, Haughton observă că teoria nu este complet satisfăcătoare. El subliniază că este puțin probabil ca Richard de Calne, un om educat, să nu fi recunoscut limba flamandă dacă ar fi fost vorba de copii flamanzi. De asemenea, el consideră improbabil ca „boala verde” să fi fost atât de comună încât să explice în mod natural culoarea pielii copiilor.
Derek Brewer⁠(d), un alt istoric, oferă o explicație mai simplă:
„Nucleul problemei este că acești copii mici, care pășteau sau urmăreau turmele, s-au rătăcit din satul lor, vorbeau puțin și (în termeni moderni) nu știau 'adresa' casei lor. Probabil că sufereau de cloroză, o boală provocată de deficiențe nutritive, care conferă pielii o nuanță verzuie, de unde și denumirea „boala verde”. Odată cu o dietă mai bună, această afecțiune dispare.”
Jeffrey Jerome Cohen sugerează că povestea copiilor verzi din Woolpit reflectă diferențele rasiale și etnice, permițându-i lui William de Newburgh să scrie în mod indirect despre galezi. Potrivit lui Cohen, acești copii reprezintă o amintire a cuceririlor succesive din istoria Angliei, începând cu invazia anglo-saxonă și continuând cu cucerirea normandă. Cohen consideră că William, deși oarecum reticent, include povestea copiilor verzi într-o Anglie descrisă ca fiind unificată și omogenă, în contrast cu Istoria Regilor Britaniei a lui Geoffrey de Monmouth, pe care William o consideră plină de „minciuni entuziaste și necontrolate”. În timp ce Geoffrey scrie despre o Anglie etnic diversă, William prezintă o țară în care toate grupurile au fost fie asimilate, fie împinse la periferii. Conform lui Cohen, copiii verzi reprezintă o dublă intruziune în viziunea unificată a lui William asupra Angliei. Pe de o parte, ei sunt un memento al diferențelor culturale și etnice dintre normanzi și anglo-saxoni, mai ales că „Țara Sfântului Martin” este numită după Martin de Tours, un sfânt asociat cu victoria normandă din 1066. Pe de altă parte, copiii reprezintă locuitorii indigeni ai Insulelor Britanice, cum ar fi galezii, irlandezii și scoțienii, care fuseseră anglicizați forțat. Cohen consideră că băiatul care moare înainte de a fi complet asimilat reprezintă „o lume adiacentă care nu poate fi anexată”, o alteritate care dispare pentru a supraviețui.
Unii istorici au propus motivații pentru includerea poveștii copiilor verzi de către autorii monastici medievali. Ruch și Gordon sugerează că astfel de episoade ar putea fi comentarii subtile asupra narațiunii istorice dominante. Medievista Catherine Clarke argumentează că, deși aceste povești au fost respinse adesea ca distrageri folclorice ciudate, ele joacă un rol esențial în narațiunea generală. Clarke susține că aceste povești reflectă traumele cauzate de evenimente precum Anarhia (o perioadă de război civil în Anglia), iar Newburgh folosește fantasticul pentru a explora perturbarea normalității de către elemente neînțelese. Elizabeth Freeman observă că poveștile relatate de Ralph sunt unite de o temă comună: amenințarea pe care o reprezintă străinii pentru unitatea comunității creștine. Carl Watkins comentează despre demonizarea, atât literală, cât și figurativă, a fetei din povestea lui William de Newburgh, în timp ce James Plumtree interpretează aceste narațiuni drept digresiuni teologice care permit o exegeză didactică.

## Publicare și moștenire
Povestea copiilor verzi a reapărut în epoca modernă timpurie, odată cu prima ediție tipărită a Istoriei rerum Anglicarum de William de Newburgh, la sfârșitul secolului al XVI-lea. În 1586, William Camden⁠(d) a considerat povestea o farsă, iar o a doua ediție a textului, publicată în 1610, a tipărit împreună relatările lui Newburgh și ale lui Coggeshall, pentru comparație. În contrast cu Camden, Robert Burton⁠(d) susținea în 1621 că povestea era adevărată, afirmând că cei doi copii au „căzut din lună”, o idee susținută și de Francis Godwin în povestea sa de science-fiction The Man in the Moone (1638).
În epoca victoriană, folcloristul Thomas Keightley⁠(d) a inclus povestea în lucrarea sa The Fairy Mythology. De asemenea, povestea copiilor verzi a fost popularizată în diferite opere literare ulterioare. Herbert Read⁠(d), poet și critic anarhist, a descris povestea copiilor verzi în lucrarea sa English Prose Style (1928), afirmând că reprezintă „norma la care toate tipurile de fantezie ar trebui să se conformeze”. Această poveste a inspirat singurul său roman, The Green Child, publicat în 1935.
Autorul John Macklin a inclus un raport despre doi copii verzi care ar fi apărut în satul spaniol Banjos în 1887 în cartea sa din 1965, Strange Destinies. Povestea are multe asemănări cu relatările despre copiii din Woolpit, însă Banjos nu este un sat real,  iar povestea lui Macklin este considerată o invenție inspirată de copiii verzi din Woolpit.
Povestea copiilor verzi a inspirat numeroase lucrări literare în secolul XX și XXI. Poetul J.H. Prynne⁠(d) a scris poemul Țara Sfântului Martin în 1976. Prynne nu recunoaște acest lucru direct, ci face o aluzie tangențială la el în epigraful său, o „redare destul de liberă”, conform criticului N. H. Reeve, a textului latin al lui William de Newburgh:
„Soarele nu răsare asupra concetățenilor noștri; țara noastră este puțin îmbucurată de razele sale; suntem mulțumiți cu acel amurg, care, printre voi, precede răsăritul soarelui sau urmează apusul. Mai mult decât atât, o anumită țară luminoasă este văzută, nu departe de a noastră și separată de ea printr-un râu foarte considerabil.”
Romancierul și poetul australian Randolph Stow a folosit povestea în romanul său din 1980 The Girl Green as Elderflower. În 1996, poetul Glyn Maxwell⁠(d) a scris o piesă intitulată Wolfpit, bazată pe povestea copiilor verzi, interpretată la Festivalul Fringe de la Edinburgh și, ulterior, la New York.
Povestea a inspirat și numeroase cărți pentru copii, inclusiv Tom's Tale de Judith Stinton (1983), și The Green Children of Woolpit de J. Anderson Coats (2019). Kevin Crossley-Holland⁠(d), un autor cunoscut de cărți pentru copii, a revenit la tema copiilor verzi în mai multe rânduri, publicând o versiune fidelă cronicilor timpurii în 1966 și o altă adaptare în 1994, care spune povestea din perspectiva fetei verzi. De asemenea, autorii de fantezie și science-fiction John Crowley și Terri Windling⁠(d) au scris povestiri scurte pentru adulți bazate pe acest subiect.

### Muzică

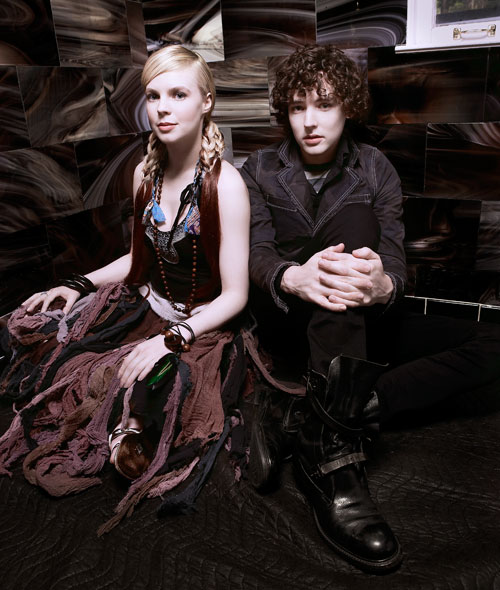
Duo-ul Copii Verzi în Nashville, 2009

Copiii verzi au fost subiectul unei opere comunitare din 1990, interpretată de copii și adulți, compusă de Nicola LeFanu⁠(d) cu un libret scris de Crossley-Holland. Opera include momente în care o orchestră formată din copii poate insera propriul material muzical.
Formația anglo-norvegiană The Green Children, și-a luat numele – și cel al fundației lor caritabile – din această poveste. Formată din Milla Fay Sunde, din Norvegia, și Marlow Bevan, din Regatul Unit, muzica formației a fost descrisă ca fiind „electropop atmosferic”.